# محطة الحبيب بورقيبة
محطة الحبيب بورقيبة هي محطة السكك الحديدية الرئيسية في المنستير في تونس. تشغّل هذه المحطة الشركة الوطنية للسكك الحديدية التونسية وفيها 4 منصات انطلاق. وسميت على اسم أول رئيس للجمهورية التونسية الرئيس الحبيب بورقيبة.

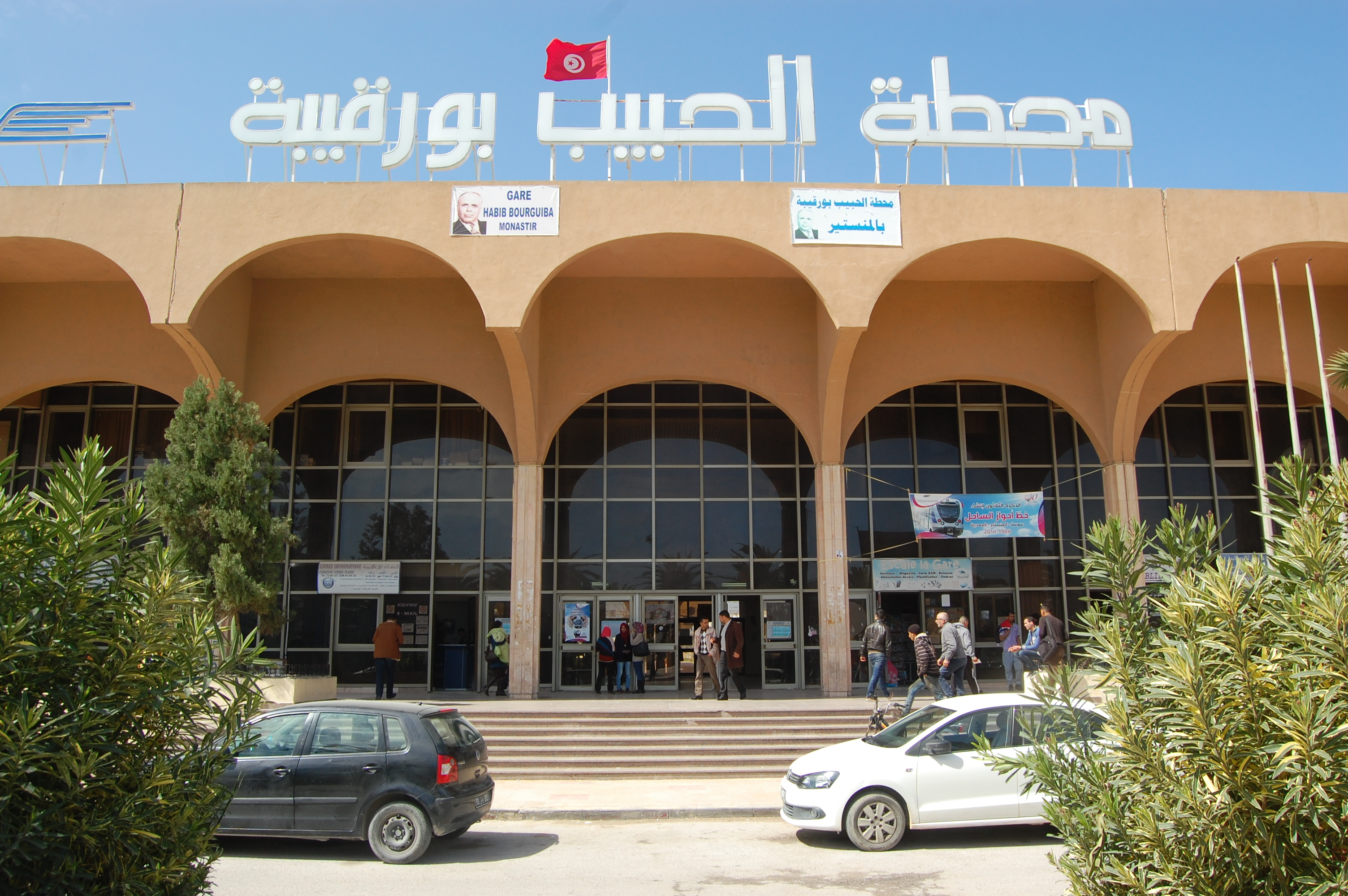
صورة للمحطة التقطت في نيسان (أبريل) 2015

تسير هذه القطارات على سكك حديدية مكهربة وتخدم مناطق المهدية (تونس) جنوباً، ومدينة سوسة، أو عبر مطار الحبيب بورقيبة الدولي انطلاقاً إلى المناطق الشمالية. تمر القطارات بالاتجاهين في محطة الكلية (المنستير). وتخدم قطارات أخرى مدينة تونس.